# 国際連合安全保障理事会決議100
国際連合安全保障理事会決議100（こくさいれんごうあんぜんほしょうりじかいけつぎ100、英: United Nations Security Council Resolution 100, UNSCR100）は、1953年10月27日に国際連合安全保障理事会で全会一致で採択された決議。同年10月23日になされたパレスチナの国連休戦監視機構の参謀長からの報告を受けて、関係諸国の権利・要望・地位を侵すことなく問題の検討を促進することを要請すると同時に、非武装地帯での作業（特に1953年9月2日に不武装地帯で開始された活動）を安全保障理事会による問題の緊急討議期間中は停止することが望ましいと判断に至ったことについて記されている。
理事会はさらに、イスラエル政府が討議期間中は活動を中断するとの第361回会合における同国代表の声明を満足をもって留意し、また休戦監視機構の参謀長のその事業の遂行に関しての報告に期待するとした。